# West Bend, Iowa
West Bend là một thành phố thuộc quận Palo Alto, tiểu bang Iowa, Hoa Kỳ. Năm 2010, dân số của thành phố này là 785 người.

## Dân số
Dân số qua các năm:
- Năm 2000: 834 người.
- Năm 2010: 785 người.